# Rolando Breña Pantoja
Rolando Rubén Breña Pantoja (Huancavelica, 11 de septiembre de 1944) es un abogado, sociólogo y político peruano. Fue líder del partido Patria Roja y se desempeñó como congresista de la república durante el periodo 1995-2000, así como senador por Izquierda Unida en 2 ocasiones. Actualmente es miembro del Partido de los Trabajadores y Emprendedores del Perú (PTE) desde el año 2023.

## Biografía
Nació en la ciudad de Huancavelica, el 11 de septiembre de 1944.
Realizó sus estudios de Derecho y Ciencias Políticas en la Universidad Nacional Mayor de San Marcos. Llegó a ser presidente de la Federación de estudiantes del Perú.
En 1971 fue deportado a España por el Gobierno Revolucionario de las Fuerzas Armadas, de donde fue deportado a Francia. Allí se licenció en Economía Política en la Universidad de París VIII. Retornó al Perú en 1975.

## Carrera política
Ha sido miembro del Partido Comunista del Perú - Patria Roja (PCP - PR), del cual fue su secretario general y fundador. Permaneció en el partido hasta su expulsión en 2024.

### Senador de la República
Su primera participación en la política fue cuando postuló al Senado de la República por la Unión de Izquierda Revolucionaria en las elecciones parlamentarias de 1980. Breña resultó elegido como senador para el periodo parlamentario 1980-1985.
Fue reelegido en las elecciones de 1985 por la alianza Izquierda Unida. Dicha coalición fue formada con el fin de lanzar la candidatura presidencial del histórico Alfonso Barrantes.
Intentó ser reelegido por segunda vez en las elecciones de 1990, sin embargo, no resultó elegido y laboró como asesor en el Senado.

### Congresista de la República
Breña se opuso al golpe de Estado decretado por el presidente Alberto Fujimori. Luego, decidió participar en las elecciones parlamentarias de 1995 como candidato al Congreso de la República por Izquierda Unida y fue elegido con 5,861 votos para el periodo 1995-2000.
Durante el mensaje presidencial de Alberto Fujimori en julio de 1999, Breña manifestó en contra del gobierno junto a los congresistas de oposición y se acercó hacia Fujimori para manifestar el reclamo de los sindicatos y sectores populares.

### Postrimerías
Apoyó la candidatura de Susana Villarán a la alcaldía de Lima por Fuerza Social. En el año 2014, señaló a Ollanta Humala de haber sido "domesticado por la vieja derecha neoliberal" al acceder a la presidencia de la república.
Como fundador y presidente del partido Patria Roja, siempre mostró y marcó distancia del supuesto vínculo con el sanguinario grupo terrorista Sendero Luminoso denunciando, además, la infiltración de senderistas en la educación, organismos estatales y organizaciones políticas tanto de izquierda como de derecha.
En el año 2024, fue expulsado de Patria Roja por "problemas internos que han derivado en la acción de un grupo fraccional" debido a su oposición a Pedro Castillo, que acusó de filo senderista, y sus cuestionamientos a diversos movimientos que fueron partícipes de las protestas contra Dina Boluarte por presuntamente estar infiltrados por Sendero Luminoso.